# Centro Nacional de Evaluación para la Educación Superior
El Centro Nacional de Evaluación para la Educación Superior (también, Ceneval) es una institución que elabora exámenes y pruebas de conocimientos y habilidades en México. Surgió en 1994 a partir de las políticas educativas planteadas en el marco de las reformas de modernización del Sistema Educativo Nacional, originadas a finales de la década de 1970 y evidentes en la década de 1990 en México. Resultó del acuerdo gestado entre  "los rectores y directores de más de cien universidades e instituciones de educación superior –tanto públicas como particulares- que integran la ANUIES y la FIMPES (...) con miras a constituir un sistema de evaluación y acreditación de programas de educación superior."
Su máxima autoridad es la Asamblea General, constituida por instituciones educativas, asociaciones y colegios de profesionales, organizaciones sociales y productivas, así como autoridades educativas gubernamentales. Cuenta con un Consejo Directivo que garantiza la adecuada marcha cotidiana del Centro. Su director general es la autoridad ejecutiva del mandato emanado de la Asamblea General.[cita requerida]
Los instrumentos de medición que elabora el Centro proceden de procesos estandarizados de diseño y construcción, apegados a las normas internacionales; en su elaboración participan numerosos cuerpos colegiados, integrados por especialistas provenientes de las instituciones educativas más representativas del país y organizaciones de profesionales con reconocimiento nacional.[cita requerida]